# Femmes soviétiques pendant la Seconde Guerre mondiale
Les femmes soviétiques ont joué un rôle majeur pendant la Seconde Guerre mondiale. La plupart ont travaillé dans l'industrie, les transports, l'agriculture et d'autres rôles civils afin d'augmenter la production militaire, mais un nombre important de femmes a servi dans l'armée soviétique. La plupart travaillaient dans des unités médicales.
Dès 1925, les jeunes filles soviétiques suivent une formation, appelée « enregistrement militaire », établissant un livret militaire et consignant tous les renseignements nécessaires à une éventuelle réquisition en cas de conflit. Toutes les femmes entre 18 et 40 ans étaient concernées et constituaient une réserve militaire.
Au fur et à mesure que croissent les effroyables pertes militaires soviétiques, les femmes intègrent l'Armée rouge en grand nombre. Au total, 800 000 femmes servent dans les forces armées soviétiques pendant la guerre. Plus de 100 000 d’entre elles s’engagent dans l’armée régulière ou rejoignent les partisans. Près de 200 000 seront décorées et 85 recevront la plus haute distinction, celle de Héros de l'Union soviétique. Le modèle de la femme combattante a été abondamment utilisé par la propagande soviétique pendant la guerre.
Cette mobilisation des femmes dans l'URSS en guerre a donc été massive, dans l'effort de guerre comme dans le combat. Elles se sont particulièrement illustrées dans des unités combattantes — fantassins ou aviatrices.

## Femmes pilotes de chasse

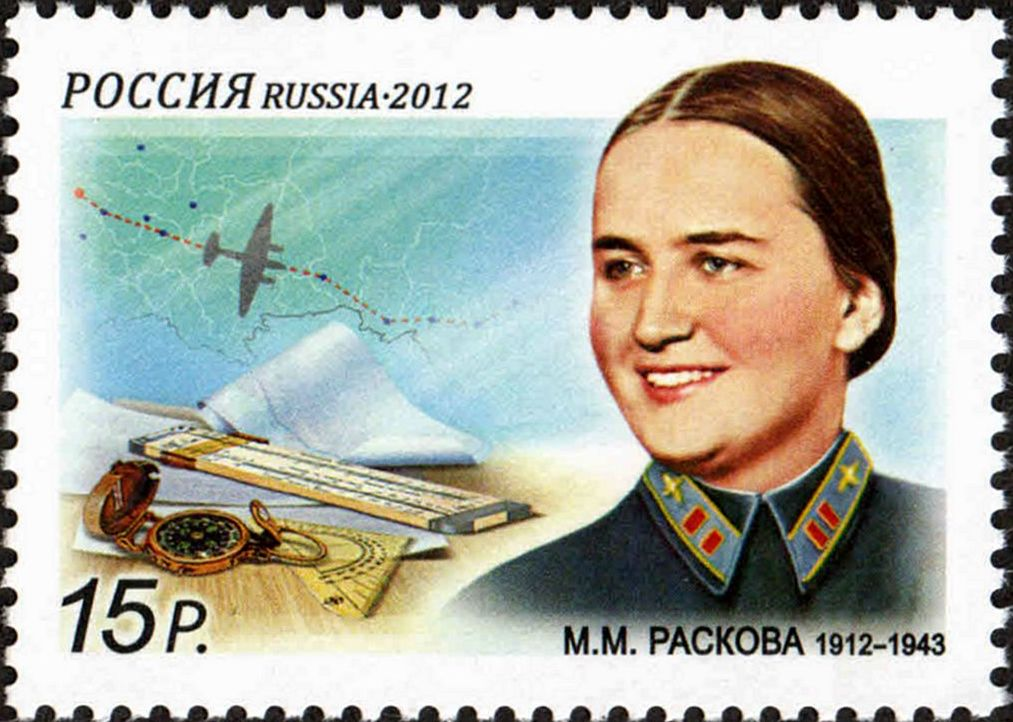
Timbre spécial russe à l'occasion du de la célèbre aviatrice soviétique Marina Raskova.

Devant les pertes catastrophiques de l’armée de l’air soviétique au cours de l’été 1941 à la suite de l’opération Barbarossa, les régiments féminins d'aviation de combat commencent à être formés vers octobre 1941, après que le Haut Commandement soviétique autorisa Marina Raskova, figure de l'aviation soviétique pendant la Seconde Guerre mondiale participant activement au recrutement des équipages féminins, à organiser le Groupe d'Aviation n°122, une unité aérienne militaire soviétique entièrement féminine. En effet, tout au long de la Grande Guerre patriotique, bon nombre de jeunes femmes soviétiques souhaitaient aller au front pour combattre les ennemis de leur patrie. Il y avait déjà quelques aviatrices qui avaient été entraînées dans des aéro-clubs par les Osoaviakhim.
Avec l'approbation de la Stavka (Haut commandement suprême) et l'assistance du Komsomol, Marina Raskova forme donc trois régiments d’aviation: le 586e IAP (Régiment de chasse), le 587e BAP (Régiment de bombardier en piqué) et le 588e NBAP (Régiment de bombardier de nuit). Le premier régiment est initialement assigné à la défense de la ville de Saratov, alors que les deux autres pouvaient être envoyés au front. Chacun des trois régiments féminins comprend environ 400 personnes, et à l’exception du régiment de bombardement de jour, qui compte quelques éléments masculins, ils sont intégralement constitués de femmes (pilotes, mécaniciennes et radios pour la plupart).
Pendant la Seconde Guerre mondiale, la radio de Moscou diffusa un appel dans l'ensemble du pays destiné aux volontaires féminines. Maria Raskova se chargea d’analyser ses demandes et s’entretient avec les candidates au profil le plus prometteur. Celles qu’elle sélectionne sont envoyées sur l’aérodrome d’Engels, pour y recevoir un entraînement opérationnel au sein de la 122e division aérienne composite.
Les futures aviatrices sont donc envoyées dans la ville d'Engels pour une durée de 6 mois afin de terminer leur formation de pilote, alors que celle-ci prenait normalement 18 mois.
Le 588e NBAP fut officiellement déclaré prêt au combat en mai 1942, et le 23 mai 1942 conduit par Marina Raskova, arriva en Ukraine. Grâce à leurs prouesses, ces femmes gagnent rapidement en crédibilité et le respect de leurs adversaires allemands qui commencent à les surnommer les « sorcières de la nuit ».
Johannes Steinhoff, un militaire allemand, as de la Seconde Guerre mondiale, déclare le 2 septembre 1942 : « Nous ne pouvions tout simplement pas croire que les pilotes soviétiques qui nous causèrent les plus gros problèmes étaient en fait des femmes. Elles n’avaient peur de rien. Elles venaient nous harceler nuit après nuit dans leur biplan rustique, et durant de longues périodes ne nous laissaient pas fermer l’œil de la nuit ».
Ces aviatrices soviétiques ont mis en place diverses tactiques de combat. Elles volent précisément et très près vers leurs objectifs en rase-motte puis au dernier moment, prennent de plus en plus l’altitude avant de couper leur moteur et de piquer sur leur cible.
C’est à l’été 1943, lors de la bataille blindée de Koursk, que le régiment 586e IAP est confronté à l’une de ses épreuves les plus marquantes. Le lieutenant Galia Boordina se souvient que « le ciel était tellement plein d’avions, et dans un espace si restreint, que cela en était terrifiant ». Deux de ses camarades, les lieutenants Tamara Pamiatnika et Raïssa Sournachevskaia, se comportent courageusement lors des combats qui font rage. Volant ensemble, elles rencontrent une formation de plus de quarante bombardiers Junkers Ju 88. Attaquant en piqué, elles abattent deux avions ennemis dès leur première passe.
En 1944, l’unité équipée de chasseurs Yakovlev Yak-9, prit part à l’offensive de Hongrie. La 586e IAP finit la guerre en Autriche sur un des aérodromes occupés. Durant la guerre les femmes pilotes de la 586e IAP firent 4 419 sorties, menèrent 125 combats aériens et remportèrent au total 38 victoires. Les pertes n’ont pas été totalisées.
Quant aux bombardiers Pe-2 du 125e BAP de la Garde (Borisov), ils ont largué 980 tonnes de bombes sur de multiples objectifs allemands au cours de 1 134 missions. Au vu de ses brillants résultats, l’unité est décorée de l'ordre de Souvorov et de l'ordre de Koutouzov et Nadejda Fedoutenko, pilote de bombardier, reçoit le titre de Héros de l'Union soviétique. 
Mais les exploits les plus importants et prestigieux sont à mettre à l’actif du 46e NBAP de la Garde (Taman), qui a accompli pas moins de 2 400 sorties nocturnes et a glané 23 des 30 étoiles d’or de Héros de l’Union soviétiques décernées à des équipages féminins lors de la Grande Guerre patriotique.
Les statistiques soviétiques montrent que le 588e NBAP (régiment de bombardier de nuit) fit tout au long de la guerre 23 672 sorties et largua près de 3 000 tonnes de bombes. Natalia Mekline, pilote et membre de cette escadrille, a accompli 980 missions de combat et reçu le titre de Héros de l'Union soviétique. Il y eut aussi Marina Tchetchneva commandant d'escadrille. 23 femmes pilotes de ce régiment furent décorées de l'Étoile d'or des Héros de l'Union soviétique. Ce régiment fut le plus décoré des forces aériennes soviétiques.

## Femmes soldats dans les forces terrestres
Parmi tous les métiers que les femmes ont pu exercer durant la guerre, l'un des plus durs et des plus improbables, est celui de tireur d'élite.
Alors qu'au commencement de la guerre, les femmes snipers (tireur embusqué) sont des cas isolés en Union soviétique, leur nombre augmenta sans cesse grâce à la création de l’École principale de préparation des femmes snipers et la volonté chez bon nombre d'entre elles d'aller au front.
Comme leurs homologues masculins, l'objectif qui leur est fixé est « d'atteindre les cibles à haute valeur telles que les officiers, les mitrailleurs, les snipers adverses et les transmetteurs ». En effet, les rapports allemands de l'époque évoquent que dès les premiers jours d'entrée en Union soviétique, entre le 22 et le 30 juin, une forte activité des snipers cherchaient délibérément à éliminer les officiers et sous-officiers. Ils précisent que plus de 6,2 % des pertes touchent le commandement, par rapport aux 4,85 % de la campagne de France. Ces femmes snipers russes sont confrontées au feu ennemi, à la menace de se faire arrêter par les Allemands et à l'immobilité pendant des heures et des jours. D'abord mal vues des hommes qui les sous-estiment grandement, elles vont gagner en crédibilité et trouver leur place dans l'histoire de la Grande Guerre patriotique.
Ainsi, plus de 2 000 femmes soviétiques ont participé aux combats en tant que sniper durant ce conflit au sein de l’Armée rouge. Parmi ses femmes snipers, six vont recevoir la plus haute distinction, celle de Héros de l'Union soviétique et l'Ordre de Lénine, et une seule d'entre elles, Nina Petrova, va devenir un chevalier complet de l'Ordre de la Gloire.

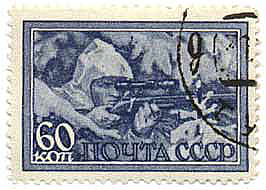
Timbre postal représentant Lioudmila Pavlitchenko, 1943.

Parmi les femmes snipers célèbres, on peut citer Nina Lobkovskaïa, qui commanda une compagnie de tireurs d'élite et qui participa à la bataille de Berlin et l'ukrainienne Lioudmila Pavlitchenko, créditée de 309 ennemis tués et qui reçut en 1943 la médaille d'or du Héros de l'Union soviétique et fut honorée par un timbre postal soviétique à son effigie.
Dans les blindés, les femmes n'étaient pas nombreuses mais on peut tout de même citer Mariya Oktyabrskaya, la première femme pilote de char à obtenir le titre d'Héros de l'Union soviétique, ou encore Aleksandra Samusenko, seule femme commandant d'un char T-34 dans la 1re armée de chars de la Garde, qui commandait un peloton de chars. Elle participa à la bataille de Berlin avec le grade de capitaine, exerçant son commandement sur des hommes. Manchouk Mametova, originaire du Kazakhstan, s'illustra comme servant de mitrailleuses. Elle aussi, mourut pendant la guerre.
Les femmes étaient donc principalement présentes dans la conduite de chars, dans la médecine, et furent très présentes dans le personnel de communication et responsables politiques. Les femmes étaient en majorité chargées des batteries antiaériennes employées lors de la bataille de Stalingrad. Certaines batteries, y compris le 1077e régiment antiaérien, également engagées dans le combat au sol.

## Partisans

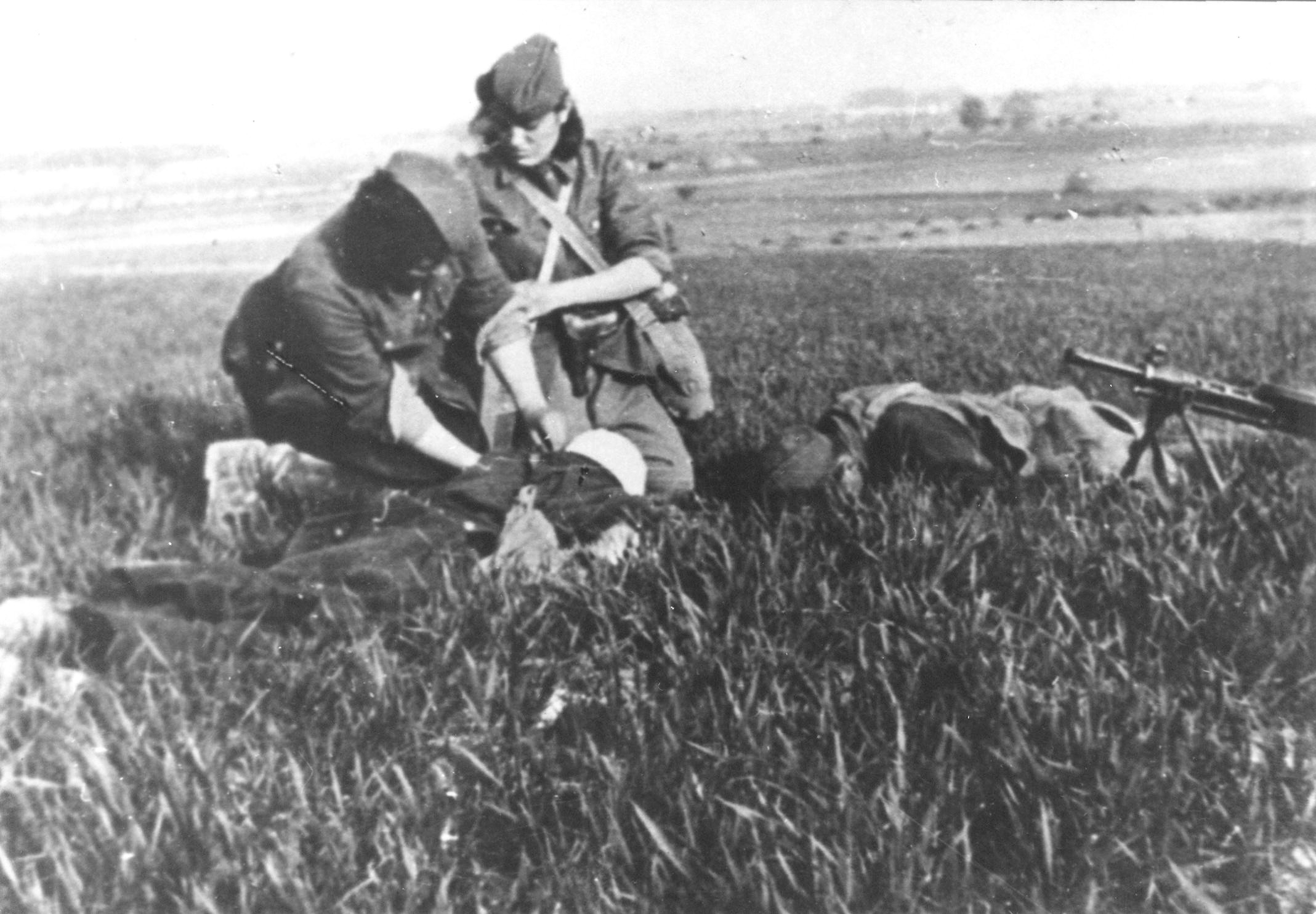
Femmes soldats soviétiques en train de soigner des blessés sur un champ de bataille en avril 1945.

Les femmes soviétiques ont constitué une part importante de partisans soviétiques. Une des plus célèbres est Zoïa Kosmodemianskaïa, résistante soviétique pendue par les nazis le 29 novembre 1941 à l'âge de 18 ans. Elle est devenue l'un des martyrs les plus révérés de la Grande Guerre patriotique.
Zinaida Portnova, une jeune soviétique abattue à l'âge de 17 ans par les Allemands, fut la plus jeune femme à obtenir le titre de Héros de l'Union soviétique.

## Relations avec les hommes
La présence des femmes éveillait parfois des sourires narquois de la part de leurs homologues masculins. Le maréchal Vassili Tchouïkov les considéraient comme de simples filles. Beaucoup de soldats âgés ne savaient pas s'il fallait les traiter en camarades ou en femmes. Ilya Ehrenbourg, écrivain et journaliste russe qui joua un rôle important pour la propagande soviétique durant la Seconde Guerre mondiale, écrit: 

« Ces filles évoquaient le souvenir du bal de fin d'année, des premières amours… Presque toutes celles que j'ai rencontrées au front arrivaient directement de l'école. Elles grimaçaient nerveusement : il y avait trop d'hommes autour d'elles qui les dévoraient des yeux »

Plusieurs furent contraintes de devenir « l'épouse de campagne » d'un officier, souvent supérieur. Elles pouvaient aussi être victimes d'une coercition assez brutale. Un soldat a raconté comment un officier avait ordonné à une jeune femme de leur section de transmissions d'accompagner une patrouille de combat, tout simplement parce qu'elle avait refusé de coucher avec lui. Les femmes qui tombaient enceintes étaient souvent renvoyées à l'arrière. Vassili Grossman fut consterné par le fait que certains abusaient ouvertement de leur position hiérarchique pour obtenir des faveurs sexuelles. Il considérait ce phénomène comme le « grand péché de l'Armée rouge ».